# Morti il 29 dicembre
| Questa pagina contiene informazioni ricavate automaticamente dalle voci biografiche con l'ausilio del template Bio e di un bot. L'aggiornamento è periodico e automatico e ricostruisce completamente la pagina. Se manca una persona in questa lista, sei pregato di non aggiungerla, ma accertati piuttosto che la sua voce biografica contenga il template Bio e che i dati anagrafici siano correttamente compilati. Se il template Bio manca, inseriscilo tu stesso o, in alternativa, metti l'avviso {{tmp\|Bio}} che ne segnala la mancanza. Se i dati riportati sono sbagliati, correggi direttamente la voce biografica; le modifiche saranno visibili in questa lista entro pochi giorni. Per chiarimenti vedi il progetto biografie. La lista contiene solo le 525 persone che sono citate nell'enciclopedia e per le quali è stato implementato correttamente il template Bio. Pagina aggiornata al 17 ago 2025. |

## IX secolo(1)
- 815 - Taddeo Studita, monaco cristiano e santo bizantino

## X secolo(1)
- 908 - Abd Allah ibn al-Mu'tazz, poeta arabo (n. 861)

## XI secolo(1)
- 1094 - Al-Mustanṣir bi-llāh, imam siriano (n. 1029)

## XII secolo(3)
- 1125 - Agnese I di Quedlinburg, badessa tedesca
- 1126 - Wulfhilde di Sassonia, nobile tedesca (n. 1072)
- 1170 - Tommaso Becket, arcivescovo cattolico inglese (n. 1118)

## XIII secolo(2)
- 1212 - Alano I d'Avaugour, nobile francese
- 1217 - Gyōi, monaco buddista e poeta giapponese (n. 1177)

## XIV secolo(3)
- 1342 - Gerardo Cagnoli, religioso italiano
- 1380 - Elisabetta di Polonia, regina (n. 1305)
- 1386 - Jacques Le Gris, cavaliere medievale francese

## XV secolo(4)
- 1406 - Maria de Luna, regina
- 1479 - Bernardo Bandini Baroncelli, mercante italiano (n. 1420)
- 1486 - André de Lohéac, militare francese (n. 1408)
- 1490 - Giovanna del Monferrato, nobildonna italiana (n. 1467)

## XVI secolo(9)
- 1503 - Fabio Orsini, condottiero italiano (n. 1476)
- 1514 - Giovan Carlo Tramontano, conte italiano (n. 1451)
- 1523 - Giuliano Dati, vescovo cattolico e poeta italiano
- 1563 - Sébastien Castellion, umanista e teologo francese (n. 1515)
- 1575 - Giovan Battista Mantovano, pittore e incisore italiano (n. 1503)
- 1583 - Zaccaria Dolfin, cardinale, vescovo cattolico e diplomatico italiano (n. 1527)
- 1594 - Jean Châtel, francese (n. 1575)
- 1599 - Valerio Cioli, scultore italiano
- 1600 - Laura Peperara, cantante, arpista e danzatrice italiana (n. 1563)

## XVII secolo(20)
- 1602 - Jacopo Corsi, compositore italiano (n. 1561)
- 1605 - John Davis, esploratore inglese (n. 1550)
- 1606 - István Bocskai, nobile e condottiero ungherese (n. 1557)
- 1613 - Traiano Boccalini, scrittore italiano (n. 1556)
- 1622 - Silla Longhi, scultore italiano
- 1624 - Thomas Edge, esploratore e mercante inglese (n. 1587)
- 1630 - Johannes Stalpaert van der Wiele, presbitero e poeta olandese (n. 1579)
- 1633 - Cornelis van Wieringen, pittore, disegnatore e incisore olandese
- 1634 - Giovanni Alberto Vasa, cardinale e vescovo cattolico polacco (n. 1612)
- 1656 - Girolama Mazzarini, nobile italiana (n. 1614)
- 1661 - Jacques Chausson, scrittore francese
- 1662 - Francisco Antonio de Acuña Cabrera y Bayona, militare spagnolo (n. 1597)
- 1669 - Marin Cureau de La Chambre, medico e filosofo francese (n. 1594)
- 1678 - Franz Eusebius von Pötting, nobile, diplomatico e politico austriaco (n. 1627)
- 1680 - William Howard, I visconte Stafford, nobile britannico (n. 1614)
- 1682 - Ulrich Schmid, condottiero e politico svizzero (n. 1626)
- 1689 - Olfert Dapper, scrittore e medico olandese (n. 1639)
- 1693 - Vere Fane, IV conte di Westmorland, politico inglese (n. 1645)
- 1698 - Enrico Alberto di Cossé-Brissac, nobile francese (n. 1645)
- 1700 - Anna Maria Arduino, nobildonna e pittrice italiana (n. 1672)

## XVIII secolo(26)
- 1703 - Pierre Monier, pittore francese (n. 1641)
- 1703 - Mustafa II, sultano ottomano (n. 1664)
- 1714 - Charles Churchill, nobile, politico e generale britannico (n. 1656)
- 1720 - Maria Margaretha Kirch, astronoma tedesca (n. 1670)
- 1727 - Pier-Sante Cicala, pittore italiano (n. 1664)
- 1730 - Juan de Ugarte, religioso e missionario honduregno (n. 1662)
- 1731 - Brook Taylor, matematico britannico (n. 1685)
- 1731 - Luisa Ippolita di Monaco, principessa monegasca (n. 1697)
- 1733 - Ippolita Ludovisi, italiana (n. 1663)
- 1744 - Pompeo Cannicciari, compositore italiano (n. 1670)
- 1751 - Carlo di Lorena, nobile francese (n. 1684)
- 1755 - Gabrielle-Suzanne Barbot de Villeneuve, scrittrice francese (n. 1685)
- 1765 - Federico Guglielmo di Hannover, principe inglese (n. 1750)
- 1765 - Jean Baptiste Ladvocat, abate francese (n. 1709)
- 1769 - Agostino Chigi della Rovere, III principe di Farnese, principe italiano (n. 1710)
- 1771 - Elena Virginia Balletti, attrice teatrale e poetessa italiana (n. 1686)
- 1774 - Antoniotto Botta Adorno, generale italiano (n. 1688)
- 1785 - Johann Christoph Bohl, medico tedesco (n. 1703)
- 1785 - Johann Heinrich Rolle, compositore, violinista e organista tedesco (n. 1716)
- 1788 - Gustav David Hamilton, generale svedese (n. 1699)
- 1790 - Giovanni Battista Carboni, scultore e critico d'arte italiano (n. 1729)
- 1790 - Jean-Georges Lefranc de Pompignan, politico e arcivescovo cattolico francese (n. 1715)
- 1790 - Nicolas Marie Potain, architetto francese (n. 1723)
- 1793 - Philippe-Frédéric de Dietrich, politico e scienziato francese (n. 1748)
- 1797 - Anton Bachschmidt, compositore e violinista tedesco (n. 1728)
- 1798 - William Wales, astronomo e matematico britannico (n. 1734)

## XIX secolo(77)
- 1806 - Charles Lennox, III duca di Richmond, militare, politico e diplomatico britannico (n. 1735)
- 1808 - Domenico Spoto, vescovo cattolico italiano (n. 1729)
- 1808 - Luigi Valenti Gonzaga, cardinale italiano (n. 1725)
- 1809 - Luigi Antonio Arrighi de Casanova, vescovo cattolico francese (n. 1755)
- 1809 - Thomas Barker, meteorologo e astronomo britannico (n. 1722)
- 1814 - Jenny von Voigts, scrittrice tedesca (n. 1749)
- 1815 - Saartjie Baartman, sudafricana (n. 1789)
- 1817 - Sebastiano Ayala, presbitero, scrittore e politico italiano (n. 1744)
- 1818 - Jacques Gondouin, architetto francese (n. 1737)
- 1819 - Josepha Hofer, soprano tedesco (n. 1758)
- 1820 - Paolina di Anhalt-Bernburg, principessa (n. 1769)
- 1820 - Jean Baptiste Antoine Auget de Montyon, politico e scrittore francese (n. 1733)
- 1821 - Jean-Baptiste Dumonceau, generale belga (n. 1760)
- 1825 - Giuseppe Cambini, compositore e violinista italiano (n. 1746)
- 1825 - Jacques-Louis David, pittore e politico francese (n. 1748)
- 1826 - Francesco Cancellieri, storico, bibliotecario e bibliografo italiano (n. 1751)
- 1829 - Enrichetta di Nassau-Weilburg, nobile (n. 1797)
- 1830 - Giuseppe Antonio Guattani, archeologo e scrittore italiano (n. 1748)
- 1832 - Johann Friedrich Cotta, editore e politico tedesco (n. 1764)
- 1833 - Giuseppe Compagnoni, costituzionalista, letterato e giornalista italiano (n. 1754)
- 1834 - Alexander Chalmers, scrittore e giornalista britannico (n. 1759)
- 1834 - Thomas Robert Malthus, economista, filosofo e pastore protestante inglese (n. 1766)
- 1835 - Catherine Hübscher, nobildonna francese (n. 1753)
- 1836 - Johann Schenk, compositore austriaco (n. 1753)
- 1839 - Antonio Nibby, storico, archeologo e topografo italiano (n. 1792)
- 1843 - Ferdinando Dal Pozzo, giurista e politico italiano (n. 1768)
- 1846 - Mateli Magdalena Kuivalatar, cantante finlandese (n. 1771)
- 1848 - Carl Friedrich Hampe, pittore e disegnatore tedesco (n. 1772)
- 1849 - Dionisio Aguado, chitarrista e compositore spagnolo (n. 1784)
- 1849 - Giacomo Andrea Giacomini, medico e farmacologo italiano (n. 1796)
- 1849 - Philipp Franz von Walther, chirurgo e oculista tedesco (n. 1782)
- 1853 - Louis Visconti, architetto e disegnatore francese (n. 1791)
- 1854 - Jean-Baptiste Bouvier, vescovo cattolico e teologo francese (n. 1783)
- 1855 - Giacinto Mompiani, educatore, patriota e filantropo italiano (n. 1785)
- 1856 - Luigi Bolmida, banchiere, imprenditore e politico italiano (n. 1805)
- 1858 - Horatio Walpole, III conte di Orford, nobile e politico inglese (n. 1783)
- 1859 - Pròsper de Bofarull, archivista e storico spagnolo (n. 1777)
- 1861 - Alexandre Boucher, violinista francese (n. 1778)
- 1862 - François-Nicholas-Madeleine Morlot, cardinale e arcivescovo cattolico francese (n. 1795)
- 1865 - Heinrich Anschütz, attore teatrale austriaco (n. 1785)
- 1869 - Victor Ruffy, avvocato e politico svizzero (n. 1823)
- 1872 - Heinrich Schreiber, teologo tedesco (n. 1793)
- 1872 - Ottavio Tasca, patriota e poeta italiano (n. 1795)
- 1875 - Rudolf Dietsch, filologo classico e linguista tedesco (n. 1814)
- 1875 - Franz von Pitha, chirurgo austriaco (n. 1810)
- 1877 - Adolfo Alsina, politico argentino (n. 1829)
- 1877 - Angelica Van Buren, first lady statunitense (n. 1818)
- 1878 - Arthur Hay, militare e ornitologo scozzese (n. 1824)
- 1878 - Max Zimmermann, pittore e litografo tedesco (n. 1811)
- 1879 - May Alcott, artista statunitense (n. 1840)
- 1881 - Francesco Balbi Senarega, politico italiano (n. 1815)
- 1881 - Pierre François Eugène Giraud, pittore francese (n. 1806)
- 1883 - Rostislav Andreevič Fadeev, storico, giornalista e militare russo (n. 1824)
- 1883 - Francesco de Sanctis, critico letterario, saggista e politico italiano (n. 1817)
- 1884 - Aleksej Sergeevič Uvarov, archeologo russo (n. 1825)
- 1889 - Priscilla Cooper Tyler, first lady statunitense (n. 1816)
- 1889 - Glele, re
- 1889 - Angelo Raffaele Lacerenza, patriota, medico e militare italiano (n. 1811)
- 1890 - Piede Grosso, nativo americano (n. 1826)
- 1890 - Octave Feuillet, scrittore e drammaturgo francese (n. 1821)
- 1890 - Vasilij Sergeevič Smirnov, pittore russo (n. 1858)
- 1891 - Thomas Henry Armstrong, politico statunitense (n. 1829)
- 1891 - Leopold Kronecker, matematico e logico tedesco (n. 1823)
- 1891 - Giovanni Battista Millelire, militare italiano (n. 1803)
- 1891 - Luigi Premazzi, pittore italiano (n. 1814)
- 1892 - Raffaele Casnedi, pittore italiano (n. 1822)
- 1894 - Christina Rossetti, poetessa britannica (n. 1830)
- 1895 - Eduard Müller, scultore tedesco (n. 1828)
- 1897 - Léon Carvalho, impresario teatrale francese (n. 1825)
- 1898 - Friedrich Alexander Buhse, botanico tedesco (n. 1821)
- 1898 - Georg Goltermann, violoncellista, compositore e direttore d'orchestra tedesco (n. 1824)
- 1899 - Ferdinando Brusotti, fisico e inventore italiano (n. 1839)
- 1899 - Manfredo Camperio, politico, geografo e patriota italiano (n. 1826)
- 1900 - Giovanni Battista Castagneto, pittore italiano (n. 1851)
- 1900 - Emma Julia Hohenemser, pedagoga tedesca (n. 1835)
- 1900 - Carl Pichler von Deeben, poliziotto e militare austriaco (n. 1820)
- 1900 - Rosendo Salvado, vescovo cattolico, abate e missionario spagnolo (n. 1814)

## XX secolo(223)
- 1902 - Giuseppe Saredo, giurista e politico italiano (n. 1832)
- 1904 - Henri-Léopold Lévy, pittore francese (n. 1840)
- 1905 - Vittoria di Mirafiori, nobildonna italiana (n. 1848)
- 1906 - Felice Cavagnis, cardinale italiano (n. 1841)
- 1906 - Luigi Tripepi, cardinale italiano (n. 1836)
- 1907 - Daniel Murphy, arcivescovo cattolico irlandese (n. 1815)
- 1907 - Giuseppe Vadi, patriota italiano (n. 1825)
- 1909 - James Main, calciatore britannico (n. 1886)
- 1909 - Luigi Suñer, commediografo italiano (n. 1832)
- 1910 - Reggie Doherty, tennista britannico (n. 1872)
- 1912 - Ernest Callot, dirigente sportivo e traduttore francese (n. 1840)
- 1912 - Emilio Ponzio Vaglia, generale e politico italiano (n. 1831)
- 1913 - Doc Middleton, pistolero statunitense (n. 1851)
- 1913 - Salvatore Gambardella, musicista e paroliere italiano (n. 1871)
- 1915 - Attilio De Marchi, storico, scrittore e filologo italiano (n. 1855)
- 1915 - Roland Morillot, marinaio e militare francese (n. 1885)
- 1916 - Cleveland Abbe, astronomo e meteorologo statunitense (n. 1838)
- 1917 - Giuseppe Bertolotti, militare italiano (n. 1890)
- 1918 - Otto Crusius, filologo classico tedesco (n. 1857)
- 1919 - William Osler, medico canadese (n. 1849)
- 1920 - Lorenzo Giuntini, stuccatore inglese
- 1920 - Alberto Tonelli, matematico italiano (n. 1849)
- 1921 - Giovanni Ameglio, generale italiano (n. 1854)
- 1921 - Hermann Paul, linguista e filologo tedesco (n. 1846)
- 1921 - Franz Gustav von Wandel, generale tedesco (n. 1858)
- 1923 - Bartolomeo Dusi, giurista italiano (n. 1866)
- 1924 - Luigi Bottazzo, organista e compositore italiano (n. 1845)
- 1924 - George Downing Living, chimico inglese (n. 1827)
- 1924 - Carl Spitteler, poeta, critico letterario e insegnante svizzero (n. 1845)
- 1925 - Anna Kuliscioff, rivoluzionaria, medica e giornalista russa (n. 1855)
- 1925 - Félix Vallotton, pittore svizzero (n. 1865)
- 1925 - Xu Shuzheng, generale cinese (n. 1880)
- 1926 - Giuseppe D'Abundo, neurologo e psichiatra italiano (n. 1860)
- 1926 - Rainer Maria Rilke, scrittore, poeta e drammaturgo austriaco (n. 1875)
- 1927 - Andrea Amrhein, monaco cristiano svizzero (n. 1844)
- 1927 - Francesco Flores D'Arcais, matematico italiano (n. 1849)
- 1927 - Pat Leahy, altista, lunghista e triplista britannico (n. 1877)
- 1927 - Teofilo Rossi, politico e imprenditore italiano (n. 1865)
- 1928 - Alfredo Melani, architetto e critico d'arte italiano (n. 1859)
- 1928 - Eilif Peterssen, pittore norvegese (n. 1852)
- 1929 - James Clarke, tiratore di fune britannico (n. 1874)
- 1929 - Wilhelm Maybach, ingegnere e imprenditore tedesco (n. 1846)
- 1929 - Quintino Rodrigues de Oliveira e Silva, vescovo cattolico brasiliano (n. 1863)
- 1929 - Lydia Yeamans Titus, cantante e attrice australiana (n. 1857)
- 1931 - Émile Jourdan, pittore francese (n. 1860)
- 1931 - John Joyce, irlandese (n. 1849)
- 1931 - Bruno Katterbach, archivista, paleografo e docente tedesco (n. 1883)
- 1931 - Stanley Lane-Poole, orientalista, archeologo e numismatico britannico (n. 1854)
- 1932 - Quintino Quagliati, archeologo, paleontologo e museologo italiano (n. 1869)
- 1932 - Simon Telkes, scrittore, statistico e attivista ungherese (n. 1845)
- 1933 - Giuseppe Martino, magistrato e politico italiano (n. 1851)
- 1934 - Leonid Nikolaev, attivista russo (n. 1904)
- 1934 - Ernesto Pirovano, architetto italiano (n. 1866)
- 1935 - Fozio II, arcivescovo ortodosso greco (n. 1874)
- 1936 - Robert Demachy, fotografo francese (n. 1859)
- 1936 - Antonio Garibaldo Quattrini, storico e scrittore italiano (n. 1880)
- 1936 - Fanny Lucy Radmall, filantropa e attivista britannica (n. 1857)
- 1937 - Luigia Cerale, danzatrice italiana (n. 1859)
- 1937 - John T. Dillon, attore statunitense (n. 1876)
- 1939 - Joseph-Marius Avy, pittore francese (n. 1871)
- 1939 - Vincenzo Boccieri, politico italiano (n. 1860)
- 1939 - Ugo Fleres, poeta, giornalista e critico letterario italiano (n. 1857)
- 1939 - Madeleine Pelletier, psichiatra e anarchica francese (n. 1874)
- 1940 - Hanna Pauli, pittrice svedese (n. 1864)
- 1940 - Claudius Regaud, medico e biologo francese (n. 1870)
- 1941 - Luigi Albertini, giornalista, editore e politico italiano (n. 1871)
- 1941 - Flavio Bertelli, pittore italiano (n. 1865)
- 1941 - Giorgio Jannicelli, aviatore e militare italiano (n. 1912)
- 1941 - Tullio Levi-Civita, matematico e fisico italiano (n. 1873)
- 1941 - Antonio Vicini, politico italiano (n. 1861)
- 1941 - Ernesto Bernardo di Sassonia-Meiningen, principe (n. 1859)
- 1942 - Federico Bocchetti, militare italiano (n. 1887)
- 1942 - Heinz Körvers, pallamanista tedesco (n. 1915)
- 1942 - Enrico Pezzi, aviatore e generale italiano (n. 1897)
- 1943 - Maurice Hemelsoet, canottiere belga (n. 1875)
- 1943 - Yambo, scrittore, illustratore e regista italiano (n. 1874)
- 1944 - Isidoro Capitanio, pianista e compositore italiano (n. 1874)
- 1944 - Ludovico Luciolli, magistrato e politico italiano (n. 1858)
- 1944 - Endre Steiner, scacchista ungherese (n. 1901)
- 1945 - Gian Dàuli, scrittore, traduttore e editore italiano (n. 1884)
- 1946 - Charles Henri Dumesnil, ammiraglio francese (n. 1868)
- 1947 - Guy Coombs, attore e regista statunitense (n. 1888)
- 1947 - Hede von Trapp, poetessa e pittrice austriaca (n. 1877)
- 1947 - Alfred Jefferis Turner, pediatra e entomologo australiano (n. 1861)
- 1948 - Guido De Ruggiero, storico della filosofia, politologo e politico italiano (n. 1888)
- 1948 - Michele Romano, avvocato e politico italiano (n. 1871)
- 1949 - Giovanni Bertini, politico e avvocato italiano (n. 1878)
- 1949 - Ernesto Laura, matematico italiano (n. 1879)
- 1949 - Angelo Malvicini, maratoneta italiano (n. 1895)
- 1949 - Henry McMahon, militare britannico (n. 1862)
- 1950 - Ortensio Banzola, pittore italiano (n. 1894)
- 1950 - Giuseppe Fagiolari, magistrato e politico italiano (n. 1875)
- 1950 - Emil Mörsch, ingegnere tedesco (n. 1872)
- 1950 - Theodor Ziehen, neurologo, psichiatra e filosofo tedesco (n. 1862)
- 1952 - Valentino Babini, generale italiano (n. 1889)
- 1953 - Francesco Pastonchi, poeta e critico letterario italiano (n. 1874)
- 1954 - William Merriam Burton, chimico statunitense (n. 1865)
- 1954 - Robert Helbling, ingegnere, geologo e alpinista svizzero (n. 1874)
- 1956 - Bill Hosket, cestista e allenatore di pallacanestro statunitense (n. 1911)
- 1956 - Lars Martinsen, calciatore norvegese (n. 1908)
- 1957 - John Nelson Boothman, aviatore e militare britannico (n. 1901)
- 1957 - Ernie Henry, sassofonista statunitense (n. 1926)
- 1957 - Juan José Morosoli, scrittore uruguaiano (n. 1899)
- 1957 - Ezio Selva, tuffatore e pilota motonautico italiano (n. 1902)
- 1958 - Doris Humphrey, danzatrice statunitense (n. 1895)
- 1958 - Edward Stanlaw Jordan, imprenditore statunitense (n. 1882)
- 1958 - Edward Peil, attore statunitense (n. 1883)
- 1958 - Rodolfo Verduzio, ingegnere aeronautico e generale italiano (n. 1881)
- 1959 - Dan Caslar, compositore italiano (n. 1888)
- 1960 - Eden Phillpotts, scrittore e drammaturgo inglese (n. 1862)
- 1961 - Cesare Teofilato, storico, bibliotecario e politico italiano (n. 1881)
- 1962 - József Keresztessy, ginnasta ungherese (n. 1885)
- 1962 - Francine Nebot, cestista e pallavolista francese
- 1962 - Hans Rosbaud, direttore d'orchestra austriaco (n. 1895)
- 1963 - Aleksander Ładoś, diplomatico e politico polacco (n. 1891)
- 1964 - Guy Hedlund, attore statunitense (n. 1884)
- 1964 - Rofū Miki, poeta e saggista giapponese (n. 1889)
- 1964 - Bernard von Brentano, scrittore tedesco (n. 1901)
- 1965 - Gordon Morgan Holmes, neurologo inglese (n. 1876)
- 1965 - Frank S. Nugent, sceneggiatore, giornalista e critico cinematografico statunitense (n. 1908)
- 1966 - Vincenzo Lapiccirella, politico e partigiano italiano (n. 1907)
- 1966 - Vittorio Marchesi, generale e aviatore italiano (n. 1895)
- 1967 - Harry Fisher, cestista, giocatore di baseball e allenatore di pallacanestro statunitense (n. 1882)
- 1967 - Aage Høy-Petersen, velista danese (n. 1898)
- 1967 - Karel Meijer, pallanuotista olandese (n. 1884)
- 1967 - Paul Whiteman, direttore d'orchestra statunitense (n. 1890)
- 1968 - Jan Rypka, turcologo e iranista ceco (n. 1886)
- 1969 - Cesare Gavina, politico e avvocato italiano (n. 1881)
- 1969 - Rezső Nikolsburger, calciatore ungherese (n. 1899)
- 1969 - Kurt Richter, scacchista e compositore di scacchi tedesco (n. 1900)
- 1969 - Gotthard Schuh, pittore e fotografo svizzero (n. 1897)
- 1970 - Adalberto di Baviera, storico, scrittore e ambasciatore tedesco (n. 1886)
- 1970 - William King Gregory, zoologo statunitense (n. 1876)
- 1970 - Marie Menken, regista e pittrice statunitense (n. 1909)
- 1970 - Arthur Nordenswan, tiratore a segno e militare svedese (n. 1883)
- 1971 - Alessandro Marco Barnabò, imprenditore italiano (n. 1886)
- 1971 - Luigi Demarchi, calciatore italiano (n. 1910)
- 1971 - Stuart Holmes, attore statunitense (n. 1884)
- 1971 - Dorys Mary Stenton, storica inglese (n. 1894)
- 1971 - Arnaldo Porta, calciatore brasiliano (n. 1896)
- 1972 - Joseph Cornell, artista statunitense (n. 1903)
- 1972 - Martino Veduti, militare italiano (n. 1894)
- 1973 - Willy Birgel, attore tedesco (n. 1891)
- 1974 - Alessandro Cervellati, pittore, scrittore e illustratore italiano (n. 1892)
- 1974 - Robert Ellis, attore, sceneggiatore e regista statunitense (n. 1892)
- 1975 - Sigurd Lewerentz, architetto svedese (n. 1885)
- 1975 - Tiberiu Popoviciu, matematico rumeno (n. 1906)
- 1976 - Gerald Basil Edwards, scrittore britannico (n. 1899)
- 1976 - Ivo Van Damme, mezzofondista belga (n. 1954)
- 1977 - Leonardo Bonzi, aviatore, regista e tennista italiano (n. 1902)
- 1977 - Hugo Lahtinen, multiplista finlandese (n. 1891)
- 1978 - Anton Augustín Baník, storico, filosofo e filologo slovacco (n. 1900)
- 1978 - George Newberry, pistard britannico (n. 1917)
- 1979 - F. Edward Hébert, politico e giornalista statunitense (n. 1901)
- 1980 - Oreste Cignoli, ciclista su strada italiano (n. 1893)
- 1980 - Roy Engel, attore statunitense (n. 1913)
- 1980 - Tim Hardin, cantautore statunitense (n. 1941)
- 1980 - Luigi Lucotti, ciclista su strada italiano (n. 1893)
- 1980 - Nadežda Jakovlevna Mandel'štam, scrittrice sovietica (n. 1899)
- 1980 - Gigi Peronace, dirigente sportivo e calciatore italiano (n. 1925)
- 1980 - Enric Rabassa, allenatore di calcio e calciatore spagnolo (n. 1920)
- 1981 - Floris Luigi Ammannati, giornalista e critico cinematografico italiano (n. 1916)
- 1981 - Salvatore De Matteis, politico e avvocato italiano (n. 1912)
- 1981 - Miroslav Krleža, scrittore e poeta croato (n. 1893)
- 1982 - Abramo Allione, produttore discografico, editore e compositore italiano (n. 1895)
- 1982 - Jack Brett, pilota motociclistico britannico (n. 1918)
- 1982 - Max de Terra, pilota automobilistico svizzero (n. 1918)
- 1984 - Indus Arthur, attrice statunitense (n. 1941)
- 1984 - Pietro Berzolla, architetto italiano (n. 1898)
- 1984 - Gregor Hradetzky, canoista austriaco (n. 1909)
- 1984 - Leo Robin, paroliere e compositore statunitense (n. 1895)
- 1985 - Gaspare Bavetta, politico italiano (n. 1913)
- 1985 - Léon Schumacher, calciatore lussemburghese (n. 1918)
- 1986 - Ferruccio Barreca, archeologo italiano (n. 1923)
- 1986 - Harold Macmillan, politico, militare e nobile britannico (n. 1894)
- 1986 - Pietro Parente, cardinale, arcivescovo cattolico e teologo italiano (n. 1891)
- 1986 - Andrej Tarkovskij, regista, sceneggiatore e montatore sovietico (n. 1932)
- 1987 - Patrick Bissell, ballerino statunitense (n. 1957)
- 1987 - Vasco Palazzeschi, politico, sindacalista e antifascista italiano (n. 1912)
- 1987 - Raeburn Van Buren, fumettista statunitense (n. 1891)
- 1988 - Émile Aillaud, architetto francese (n. 1902)
- 1988 - Mike Beuttler, pilota di Formula 1 britannico (n. 1940)
- 1988 - Ubaldo Passalacqua, calciatore e allenatore di calcio italiano (n. 1918)
- 1989 - Emilio Alonso Larrazábal, calciatore spagnolo (n. 1912)
- 1989 - Gino Baldassari, politico italiano (n. 1897)
- 1989 - Pietro Capoferri, sindacalista, politico e dirigente sportivo italiano (n. 1892)
- 1989 - Sayo Fukuko, attrice giapponese (n. 1909)
- 1990 - Aleardo Donati, lottatore italiano (n. 1904)
- 1990 - Virginio Puecher, regista e critico teatrale italiano (n. 1926)
- 1990 - Aulikki Rautawaara, soprano finlandese (n. 1906)
- 1991 - Giuseppe Franchino, politico italiano (n. 1910)
- 1991 - Tony Strobl, fumettista statunitense (n. 1915)
- 1992 - Jaroslav Borovička, calciatore cecoslovacco (n. 1931)
- 1992 - Cesare Margotto, politico italiano (n. 1926)
- 1993 - Karl Endres, cestista tedesco (n. 1911)
- 1993 - Dmitrij Vasil'evič Ermakov, militare e aviatore sovietico (n. 1920)
- 1993 - Lohengrin Filipello, conduttore televisivo svizzero (n. 1918)
- 1993 - Benvenuto Lobina, poeta e scrittore italiano (n. 1914)
- 1993 - Marshall T. Meyer, rabbino statunitense (n. 1910)
- 1993 - Frunzik Mkrtčjan, attore e regista teatrale sovietico (n. 1930)
- 1994 - Tudor Greceanu, militare e aviatore rumeno (n. 1917)
- 1994 - Rafael Ortiz, compositore e chitarrista cubano (n. 1908)
- 1994 - Leo Pine, micologo e biochimico statunitense (n. 1922)
- 1994 - Eugen Sigg, canottiere svizzero (n. 1898)
- 1994 - Marcello Stefanini, politico italiano (n. 1938)
- 1994 - Frank Thring, attore australiano (n. 1926)
- 1995 - Nello Celio, politico, magistrato e avvocato svizzero (n. 1914)
- 1995 - Lita Grey, attrice statunitense (n. 1908)
- 1996 - Mireille Hartuch, compositrice, cantante e attrice francese (n. 1906)
- 1996 - Len Rader, cestista statunitense (n. 1921)
- 1996 - Oswald Szemerényi, glottologo e linguista ungherese (n. 1913)
- 1997 - Frank O'Connor, cestista irlandese (n. 1922)
- 1997 - Wanda Pachlowa, cestista polacca (n. 1919)
- 1997 - Heinrich Rohr, organista e compositore tedesco (n. 1902)
- 1998 - Jack D. Moore, scenografo statunitense (n. 1906)
- 1998 - Dante Nardi, calciatore italiano (n. 1920)
- 1998 - Don Taylor, attore, regista e produttore televisivo statunitense (n. 1920)
- 1999 - Giuseppe Ballerio, calciatore italiano (n. 1909)
- 1999 - Giuseppe Nenci, storico, filologo classico e archeologo italiano (n. 1924)
- 1999 - José Cláudio dos Reis, dirigente sportivo brasiliano (n. 1939)
- 2000 - Renata Carraretto, sciatrice alpina italiana (n. 1923)
- 2000 - Juan Carlos Giménez, calciatore e allenatore di calcio argentino (n. 1927)
- 2000 - Jacques Laurent, scrittore e sceneggiatore francese (n. 1919)

## XXI secolo(154)
- 2001 - Cássia Eller, cantante e musicista brasiliana (n. 1962)
- 2001 - Florian Fricke, musicista tedesco (n. 1944)
- 2001 - György Kepes, designer ungherese (n. 1906)
- 2001 - Rubes Triva, politico italiano (n. 1921)
- 2002 - Don Clarke, rugbista a 15 neozelandese (n. 1933)
- 2002 - Walter Galli, poeta e pittore italiano (n. 1921)
- 2002 - Mae Harrington, supercentenaria statunitense (n. 1889)
- 2002 - Giuseppe Aldo di Ricaldone, scrittore italiano (n. 1935)
- 2002 - Robert Wierinckx, ciclista su strada belga (n. 1915)
- 2003 - Aimone Balbo Di Vinadio, politico italiano (n. 1920)
- 2003 - Michael Aidan Courtney, arcivescovo cattolico irlandese (n. 1945)
- 2003 - Gerald Gutierrez, regista teatrale statunitense (n. 1950)
- 2003 - Earl Hindman, attore statunitense (n. 1942)
- 2004 - Julius Axelrod, biochimico statunitense (n. 1912)
- 2004 - William Boyett, attore statunitense (n. 1927)
- 2004 - Eugenio Garin, filosofo e storico della filosofia italiano (n. 1909)
- 2004 - Ermanno Gorrieri, partigiano, sindacalista e politico italiano (n. 1920)
- 2004 - Giuseppe Mancuso, politico e sindacalista italiano (n. 1928)
- 2004 - Larry McNeill, cestista statunitense (n. 1951)
- 2004 - Eliseo Milani, politico italiano (n. 1927)
- 2006 - José Cardús Aguilar, calciatore spagnolo (n. 1917)
- 2006 - Cesarina Seppi, pittrice italiana (n. 1919)
- 2006 - Charlie Tyra, cestista statunitense (n. 1935)
- 2006 - Blagoja Vidinić, calciatore e allenatore di calcio jugoslavo (n. 1934)
- 2007 - Alessandro Cortese, filosofo e traduttore italiano (n. 1940)
- 2007 - Renato Fioravanti, calciatore e allenatore di calcio italiano (n. 1929)
- 2007 - Viktor Fomin, allenatore di calcio e calciatore sovietico (n. 1929)
- 2007 - Chiaretta Gelli, cantante e attrice italiana (n. 1925)
- 2007 - Sergey Kvočkin, calciatore sovietico (n. 1938)
- 2007 - Peppino Marotto, poeta, cantante e sindacalista italiano (n. 1925)
- 2007 - Phil O'Donnell, calciatore scozzese (n. 1972)
- 2007 - Kjell Rodian, ciclista su strada danese (n. 1942)
- 2008 - Freddie Hubbard, trombettista statunitense (n. 1938)
- 2008 - Ted Lapidus, stilista francese (n. 1929)
- 2008 - Daniel Nagrin, ballerino, coreografo e insegnante statunitense (n. 1917)
- 2009 - Roberto Amadei, vescovo cattolico italiano (n. 1933)
- 2009 - Antonio Beristain Ipiña, criminologo spagnolo (n. 1924)
- 2009 - Carlo Cerioni, cestista e allenatore di pallacanestro italiano (n. 1925)
- 2009 - David Levine, artista statunitense (n. 1926)
- 2009 - Francesco Misiani, magistrato e avvocato italiano (n. 1936)
- 2009 - Steve Williams, wrestler e giocatore di football americano statunitense (n. 1960)
- 2010 - Avi Cohen, calciatore e allenatore di calcio israeliano (n. 1956)
- 2010 - Bill Erwin, attore statunitense (n. 1914)
- 2010 - Pavel Kolčin, fondista sovietico (n. 1930)
- 2010 - Silvano Spadaccino, attore, paroliere e cantautore italiano (n. 1933)
- 2011 - Ron Howells, calciatore gallese (n. 1927)
- 2011 - Maria Eletta Martini, politica e insegnante italiana (n. 1922)
- 2011 - Henri Puppo, ciclista su strada italiano (n. 1913)
- 2012 - Péter Dely, scacchista ungherese (n. 1934)
- 2012 - Salvador Reyes, calciatore messicano (n. 1936)
- 2012 - Paulo Rocha, regista cinematografico, sceneggiatore e attore portoghese (n. 1935)
- 2012 - Erv Staggs, cestista statunitense (n. 1948)
- 2013 - Joe Buckhalter, cestista e allenatore di pallacanestro statunitense (n. 1937)
- 2013 - Carmelino Coccone, criminale italiano (n. 1940)
- 2013 - Connie Dierking, cestista statunitense (n. 1936)
- 2013 - Andy Granatelli, imprenditore e dirigente sportivo statunitense (n. 1923)
- 2013 - Wojciech Kilar, compositore polacco (n. 1932)
- 2013 - Besik Kuduchov, lottatore russo (n. 1986)
- 2014 - Khalifa Said Gouda, sollevatore egiziano (n. 1930)
- 2014 - Odd Iversen, calciatore norvegese (n. 1945)
- 2014 - Juanito Remulla, politico filippino (n. 1933)
- 2014 - André Wohllebe, canoista tedesco (n. 1962)
- 2015 - Sabino Acquaviva, sociologo, giornalista e scrittore italiano (n. 1927)
- 2015 - Lilian Camberabero, rugbista a 15 francese (n. 1937)
- 2015 - Angelo Grilli, scultore e medaglista italiano (n. 1932)
- 2015 - Kim Yang-gon, politico nordcoreano (n. 1942)
- 2015 - Elżbieta Krzesińska, lunghista polacca (n. 1934)
- 2015 - Pavel Srníček, calciatore ceco (n. 1968)
- 2015 - Julio Tamussin, lottatore italiano (n. 1943)
- 2016 - Franco Cassano, pianista, compositore e arrangiatore italiano (n. 1922)
- 2016 - Néstor Gonçalves, calciatore uruguaiano (n. 1936)
- 2016 - Toshiko Kobayashi, attrice giapponese (n. 1932)
- 2016 - Ferdi Kübler, ciclista su strada e pistard svizzero (n. 1919)
- 2016 - Jinpachi Nezu, attore e doppiatore giapponese (n. 1947)
- 2016 - Pierre Pfeffer, zoologo francese (n. 1927)
- 2016 - William Salice, dirigente d'azienda e inventore italiano (n. 1933)
- 2016 - Franco Togni, maratoneta, fondista di corsa in montagna e triatleta italiano (n. 1960)
- 2016 - Emilio Uberti, fumettista, regista e illustratore italiano (n. 1933)
- 2017 - Peggy Cummins, attrice irlandese (n. 1925)
- 2017 - Carmen Franco, I duchessa di Franco, nobile spagnola (n. 1926)
- 2017 - Sue Grafton, scrittrice statunitense (n. 1940)
- 2017 - Luciano Marigo, scrittore italiano (n. 1931)
- 2017 - Pietro Santin, allenatore di calcio e calciatore italiano (n. 1934)
- 2017 - Lawrence Stager, archeologo statunitense (n. 1943)
- 2018 - Adelio Cogliati, paroliere e produttore discografico italiano (n. 1948)
- 2018 - Brian Garfield, scrittore statunitense (n. 1939)
- 2018 - Yehoshua Glazer, calciatore israeliano (n. 1927)
- 2018 - Ringo Lam, regista, produttore cinematografico e sceneggiatore hongkonghese (n. 1955)
- 2018 - Rosenda Monteros, attrice messicana (n. 1935)
- 2018 - Gustavo Olguín, pallanuotista e pittore messicano (n. 1925)
- 2018 - Aldo Parisot, violoncellista e docente brasiliano (n. 1918)
- 2019 - LaDell Andersen, cestista, allenatore di pallacanestro e dirigente sportivo statunitense (n. 1929)
- 2019 - Carla Calò, attrice italiana (n. 1926)
- 2019 - Alasdair Gray, scrittore, grafico e illustratore scozzese (n. 1934)
- 2019 - Neil Innes, cantante, attore e polistrumentista britannico (n. 1944)
- 2019 - Sidney Littlefield Kasfir, critica d'arte statunitense
- 2019 - Kirill Pogorelov, giocatore di calcio a 5 russo (n. 1987)
- 2019 - Harry Villegas, militare cubano (n. 1940)
- 2019 - Zhang Jiaxiang, astronomo cinese (n. 1932)
- 2020 - Claude Bolling, compositore, pianista e attore francese (n. 1930)
- 2020 - Jessica Campbell, attrice statunitense (n. 1982)
- 2020 - Pierre Cardin, stilista italiano (n. 1922)
- 2020 - Agitu Ideo Gudeta, imprenditrice e ambientalista etiope (n. 1978)
- 2020 - James Hardy, cestista statunitense (n. 1956)
- 2020 - Teresa Iaccarino, giornalista, conduttrice televisiva e annunciatrice televisiva italiana (n. 1959)
- 2020 - Alexi Laiho, cantautore e chitarrista finlandese (n. 1979)
- 2020 - Luke Letlow, politico e informatico statunitense (n. 1979)
- 2020 - Corrado Olmi, attore e scenografo italiano (n. 1926)
- 2020 - Vincenzo Rosito, calciatore italiano (n. 1939)
- 2020 - Luigi Snozzi, architetto svizzero (n. 1932)
- 2021 - Antoine Bonifaci, calciatore francese (n. 1931)
- 2021 - Paolo Calissano, attore e conduttore televisivo italiano (n. 1967)
- 2021 - Francesco Daveri, economista italiano (n. 1961)
- 2021 - Nino Filastò, avvocato e scrittore italiano (n. 1938)
- 2021 - Bianca Garavelli, scrittrice e critica letteraria italiana (n. 1958)
- 2021 - Paolo Giordano, chitarrista italiano (n. 1962)
- 2021 - Ignace Guédé-Gba, calciatore ivoriano (n. 1964)
- 2021 - Christian Gyan, calciatore ghanese (n. 1978)
- 2021 - John Hartman, batterista e compositore statunitense (n. 1950)
- 2021 - Ahmed Daham Karim, calciatore iracheno (n. 1973)
- 2021 - Assunta Maresca, mafiosa italiana (n. 1935)
- 2021 - Steve Peplow, calciatore inglese (n. 1949)
- 2022 - Ėduard Nikolaevič Artem'ev, compositore russo (n. 1937)
- 2022 - Robert Boggi, arbitro di calcio italiano (n. 1955)
- 2022 - Pierre Bouladou, sollevatore francese (n. 1925)
- 2022 - Noël Dejonckheere, ciclista su strada, pistard e dirigente sportivo belga (n. 1955)
- 2022 - Ruggero Deodato, regista, sceneggiatore e attore italiano (n. 1939)
- 2022 - Arata Isozaki, architetto giapponese (n. 1931)
- 2022 - Antonio Parella Trallero, hockeista su pista e allenatore di hockey su pista spagnolo (n. 1937)
- 2022 - Giovanni Pezzoli, batterista italiano (n. 1952)
- 2022 - Edgar Savisaar, politico estone (n. 1950)
- 2022 - Dany Theis, calciatore lussemburghese (n. 1967)
- 2022 - János Varga, lottatore ungherese (n. 1939)
- 2022 - Vivienne Westwood, stilista e attivista britannica (n. 1941)
- 2022 - Pelé, calciatore e dirigente sportivo brasiliano (n. 1940)
- 2023 - Hermann Baumann, cornista e insegnante tedesco (n. 1934)
- 2023 - Gustavo Cisneros, imprenditore venezuelano (n. 1945)
- 2023 - Miguel Ángel Fuentes, attore messicano (n. 1953)
- 2023 - Michael Hardie Boys, giurista e politico neozelandese (n. 1931)
- 2023 - Maurice Hines, attore, ballerino e coreografo statunitense (n. 1943)
- 2023 - Viktor Kobzystyj, cestista e allenatore di pallacanestro ucraino (n. 1979)
- 2023 - Les McCann, pianista, compositore e cantante statunitense (n. 1935)
- 2023 - Joey Meyer, cestista e allenatore di pallacanestro statunitense (n. 1949)
- 2023 - Killer Khan, wrestler giapponese (n. 1947)
- 2023 - Lammie Robertson, calciatore scozzese (n. 1947)
- 2023 - Claudio Soro, cestista italiano (n. 1955)
- 2023 - Gil de Ferran, pilota automobilistico brasiliano (n. 1967)
- 2024 - Aleksej Bugaev, calciatore russo (n. 1981)
- 2024 - Jimmy Carter, politico e filantropo statunitense (n. 1924)
- 2024 - George Folsey Jr., montatore e produttore cinematografico statunitense (n. 1939)
- 2024 - Tomiko Itooka, supercentenaria giapponese (n. 1908)
- 2024 - Linda Lavin, attrice statunitense (n. 1937)
- 2024 - Dada Masilo, ballerina e coreografa sudafricana (n. 1985)
- 2024 - Maria Luisa Uggetti, fumettista italiana (n. 1937)

## Senza anno specificato(1)
- Ailerano, abate irlandese